# ماريان سيلدس
ماريان هول سيلدس (بالإنجليزية: Marian Seldes)‏ (23 أغسطس 1928 - 6 أكتوبر 2014) ممثلة تلفزيوية، سينمائية، مسرحية، وإذاعية أمريكية، امتدت حياتها المهنية على مدى 60 عاما، فازت بجائزة توني لأفضل ممثلة مميزة في مسرحية عن دورها في مسرحية ميزان دقيق عام 1967، حصلت على عدة ترشيحات لاحقة عن يوم الأب (1971)، الفخ (1978-82)، رينج روند ذي مون (1999) و العشاء في ثمانية (2002). كما فازت بجائزة دراما ديسك عن دورها في  عيد الأب ، قدمت على مسرح برودواي مسرحية إكوس (1974-77)، إيفانوف (1997) ديوس (2007). تم إدراج إسمها في قاعة المسرح الأمريكي للمشاهير في عام 1995 وحصلت على جائزة توني الخاصة لإنجازها في عام 2010.

## روابط خارجية
- ماريان سيلدس على موقع IMDb (الإنجليزية)
- ماريان سيلدس على موقع ميتاكريتيك (الإنجليزية)
- ماريان سيلدس على موقع روتن توميتوز (الإنجليزية)
- ماريان سيلدس على موقع ألو سيني (الفرنسية)
- ماريان سيلدس على موقع ميوزك برينز (الإنجليزية)
- ماريان سيلدس على موقع أول موفي (الإنجليزية)
- ماريان سيلدس على موقع قاعدة بيانات برودواي على الإنترنت (الإنجليزية)
- ماريان سيلدس على موقع قاعدة بيانات الأفلام السويدية (السويدية)
- ماريان سيلدس على موقع أول ميوزيك (الإنجليزية)
- ماريان سيلدس على موقع ديسكوغز (الإنجليزية)